# Magny-Jobert
Magny-Jobert is een gemeente in het Franse departement Haute-Saône (regio Bourgogne-Franche-Comté) en telt 102 inwoners (2011). De plaats maakt deel uit van het arrondissement Lure.

## Geografie
De oppervlakte van Magny-Jobert bedraagt 3,6 km², de bevolkingsdichtheid is dus 28,3 inwoners per km².
De onderstaande kaart toont de ligging van Magny-Jobert met de belangrijkste infrastructuur en aangrenzende gemeenten.

## Demografie
Onderstaande figuur toont het verloop van het inwonertal (bron: INSEE-tellingen).